# Wasilij Małyszkin
Wasilij Fiodorowicz Małyszkin, ros. Василий Федорович Малышкин (ur. 17 grudnia?/29 grudnia 1896 w Rosji, zm. 1 sierpnia 1946 w Moskwie) – radziecki wojskowy (generał major), członek prezydium Komitetu Wyzwolenia Narodów Rosji i jednocześnie szef jego wydziału organizacyjnego pod koniec II wojny światowej.

## Życiorys
Ukończył gimnazjum w Nowoczerkasku w 1916 r., a następnie kurs wojskowy w Czugujewskiej Szkole Wojskowej w 1917 r. Brał udział w końcowym okresie I wojny światowej. Służył w 252 zachodnim pułku piechoty. W kwietniu 1918 r. wstąpił do armii bolszewickiej, zostając dowódcą kompanii 2 Dońskiego Pułku. Od maja 1919 r. był dowódcą batalionu 334 pułku piechoty. Od września tego roku dowodził kolejno 339, 351, 174 i 7 kaukaskim pułkami strzeleckimi. W 1927 r. zakończył szkolenie w Akademii Wojskowej im. M. Frunzego. Do października 1930 r. był szefem sztabu 33 Dywizji Strzeleckiej. W 1931 r. prowadził oficerskie kursy sztabowe, po czym został szefem zarządu wojenno-szkolnego Armii Czerwonej. W latach 1933–1935 był komendantem szkoły piechoty w Kijowie, a następnie dowódcą 99 Dywizji Strzeleckiej. W 1936 r. objął funkcję szefa sztabu Zabajkalskiego Okręgu Wojskowego, a sierpniu 1937 r. LVII Samodzielnego Korpusu. Na fali czystek stalinowskich wśród wyższej kadry oficerskiej 9 sierpnia 1938 r. został aresztowany przez NKWD i oskarżony o szpiegostwo. W październiku 1939 r. wypuszczono go na wolność. Został starszym instruktorem Akademii Sztabu Generalnego. Po najeździe Niemiec na ZSRR 22 czerwca 1941 r., objął w lipcu funkcję szefa sztabu 19 Armii. 19 września awansował do stopnia generała majora. 24 października dostał się do niewoli niemieckiej w rejonie Wiaźmy. Podczas pobytu w oflagu podjął kolaborację z Niemcami. Od kwietnia 1942 r. brał udział w kursach propagandowych, a w lipcu został zastępcą komendanta kursów w szkole propagandystów ROA w Dabendorfie pod Berlinem. Na pocz. 1943 r. został przeniesiony do oddziału propagandy Głównego Dowództwa Wehrmachtu (OKW). Stał się jednym z najbliższych współpracowników gen. Andrieja Własowa. W kwietniu tego roku wziął udział w 1 Antybolszewickiej Konferencji Jeńców Dowódców i Żołnierzy Armii Czerwonej, którzy wstąpili w Szeregi Rosyjskiego Ruchu Wyzwoleńczego, która odbyła się w szkole propagandystów ROA w Dabendorfie. Latem 1943 r. prowadził kontakty z rosyjską emigracją w Paryżu. Następnie dowodził grupami propagandowymi Rosyjskiej Armii Wyzwoleńczej (ROA) na Zachodzie. W listopadzie 1944 r. wstąpił do Komitetu Wyzwolenia Narodów Rosji (KONR), zostając członkiem jego prezydium. Jednocześnie sprawował funkcję szefa organizacyjnego wydziału KONR. Pod koniec kwietnia 1945 r. poddał się Amerykanom, którzy 25 marca 1946 r. przekazali go Sowietom. Po słynnym moskiewskim procesie został skazany na karę śmierci, wykonaną przez powieszenie 1 sierpnia tego roku.